# シアターサンモール
シアターサンモール（英語：theater Sun-mall）は、東京都新宿区新宿一丁目19番10号にある劇場である。サンモール劇場が管理している。

## 概要
1989年に完成し、客席数は294席で全席可動席である。主な演劇やコンサート、ミュージカルなどに対応できるほか、可動式舞台も持っている。

## 交通
アクセス・ご来場のお客様へも参照
- 東京メトロ丸ノ内線新宿御苑前駅下車徒歩3分
- 駐車場なし